# Achievement (computerspelterm)
Een achievement (uitspraak a-tjiefment, Engels voor prestatie of volbrenging) is een term die wordt gebruikt voor computerspellen waarbij de speler een bepaalde taak heeft voltooid. Dit kan uiteenlopen van het lezen van een tutorial, het uitspelen van het eerste level, het vinden van alle verborgen voorwerpen, tot het verslaan van een eindbaas.

## Oorsprong
Het eerste idee voor achievements in een computerspel is terug te vinden in 1982, toen spelontwikkelaar Activision spelers vroeg een foto te maken van hun highscore, deze in te zenden om vervolgens een beloning te ontvangen.
Het spel E-Motion uit 1990 voor de Amiga was een van de eerste spellen die een vorm van achievements had ingebouwd.
Vanaf 2005 gingen steeds meer spelontwikkelaars een vorm van prestaties inbouwen in hun computerspellen. Het werd ook vaker mogelijk de achievements online te tonen en te delen met vrienden.

## Beschrijving
Doel van achievements zijn om de duurzaamheid van een spel te verlengen, zodat de speler vaker terugkomt om een taak te voltooien, en om spelers uit te dagen meer te doen dan alleen het spel uit te spelen. In ruil voor het leveren van de prestatie krijgt de speler vaak een trofee, medaille, onderscheiding, stempel of vermelding van de prestatie in het spel.
Achievements worden ook vaak gebruikt voor het ontsluiten of vrijspelen van inhoud in een computerspel. Door het voltooien van de opdracht wordt de extra inhoud beschikbaar.
Bij moderne computerspellen maken achievements steeds vaker deel uit van het online profiel van een gamer, zoals Gamerscore Live voor Xbox, Trophy Level voor PlayStation en Showcase voor Steam. Het is voor veel gamers een erkenning voor hun behaalde prestaties. Voor sommige spelers is het behalen van alle achievements zelfs een doel op zichzelf.